# Episodi di Re di cuori (seconda stagione)
La seconda stagione della serie televisiva Re di cuori è stata trasmessa in Australia sulla rete Nine Network dal 16 agosto al 18 ottobre 2017.
In Italia, la serie è andata in onda su Rai 2 dal 23 maggio al 25 luglio 2020.
| n° | Titolo originale              | Titolo italiano      | Prima TV AUS      | Prima TV Italia |
| -- | ----------------------------- | -------------------- | ----------------- | --------------- |
| 1  | What Difference the Day Makes | Un misero fallimento | 16 agosto 2017    | 23 maggio 2020  |
| 2  | Your Game                     | Scacco matto         | 23 agosto 2017    | 30 maggio 2020  |
| 3  | Talent Showdown               | Talento e rimpianti  | 30 agosto 2017    | 6 giugno 2020   |
| 4  | The Great Campaign            | L'eredità            | 6 settembre 2017  | 13 giugno 2020  |
| 5  | Both Sides Now                | L'inchiesta          | 13 settembre 2017 | 20 giugno 2020  |
| 6  | Penny for Your Thoughts       | L'ultimatum          | 20 settembre 2017 | 27 giugno 2020  |
| 7  | Picture of Innocence          | Miss Whyhope         | 27 settembre 2017 | 4 luglio 2020   |
| 8  | Step in Time                  | Una sola possibilità | 4 ottobre 2017    | 11 luglio 2020  |
| 9  | Forgive and Forget            | Il perdono           | 11 ottobre 2017   | 18 luglio 2020  |
| 10 | A Little Piece of Heaven      | Giorno di gioia      | 18 ottobre 2017   | 25 luglio 2020  |